# 巴恩贾尔
巴恩贾尔（Banjar），是印度喜马偕尔邦Kullu县的一个城镇。总人口1262（2001年）。

## 人口
该地2001年总人口1262人，其中男性695人，女性567人；0—6岁人口100人，其中男52人，女48人；识字率83.91%，其中男性为88.63%，女性为78.13%。